# Opdyke West (Texas)
Opdyke West es un pueblo ubicado en el condado de Hockley en el estado estadounidense de Texas. En el Censo de 2010 tenía una población de 174 habitantes y una densidad poblacional de 298,59 personas por km².

## Geografía
Opdyke West se encuentra ubicado en las coordenadas 33°35′34″N 102°18′2″O / 33.59278, -102.30056. Según la Oficina del Censo de los Estados Unidos, Opdyke West tiene una superficie total de 0.58 km², de la cual 0.58 km² corresponden a tierra firme y (0%) 0 km² es agua.

## Demografía
Según el censo de 2010, había 174 personas residiendo en Opdyke West. La densidad de población era de 298,59 hab./km². De los 174 habitantes, Opdyke West estaba compuesto por el 76.44% blancos, el 4.6% eran afroamericanos, el 0% eran amerindios, el 0% eran asiáticos, el 0% eran isleños del Pacífico, el 9.2% eran de otras razas y el 9.77% pertenecían a dos o más razas. Del total de la población el 44.25% eran hispanos o latinos de cualquier raza.